# Stressed Out (Twenty One Pilots)
Stressed Out è un singolo del duo musicale statunitense Twenty One Pilots, pubblicato il 28 aprile 2015 come terzo estratto dal quarto album in studio Blurryface.
Nei primi giorni del 2016 e dopo una scalata di posizioni iniziata in autunno, il singolo ha raggiunto la nona posizione della Billboard Hot 100, diventando il primo singolo dei Twenty One Pilots a entrare nella "Top 10" statunitense, sino a raggiungere la seconda nel febbraio 2016, Sempre nello stesso periodo ha cominciato a scalare le classifiche di tutto il mondo, risultando il quarto singolo più venduto nella prima settimana di marzo 2016. e diventando così il primo grande successo internazionale dei Twenty One Pilots.
Insieme ai successivi singoli Ride e Heathens, Stressed Out si è diviso il primo posto nella Hot Rock & Alternative Songs di Billboard per oltre 65 settimane, rendendo i Twenty One Pilots il gruppo di maggior successo nella storia della classifica. È stato inoltre certificato disco di diamante in cinque Paesi diversi: Stati Uniti, Francia, Germania, Paesi Bassi e Polonia (ove ha ricevuto la doppia certificazione).
Ai Grammy Awards 2017 viene nominato in due categorie, Registrazione dell'anno e miglior interpretazione pop di un duo o un gruppo, trionfando in quest'ultima e aggiudicando ai Twenty One Pilots il loro primo Grammy.

## Descrizione
La canzone parla della nostalgia per la giovinezza e la pressione che si sente una volta diventato adulto. Il brano è cantato dal punto di vista di "Blurryface", un personaggio inventato dal cantante Tyler Joseph per rappresentare tutte le cose di cui personalmente ha paura e che gli trasmettono insicurezza.

## Video musicale
Il video ufficiale del brano, pubblicato il 27 aprile 2015 su YouTube, è stato diretto da Mark C. Eshleman e vede i due membri del gruppo suonare nelle loro case spostandosi da un'abitazione all'altra su dei tricicli. Nel video, come anche nel testo della canzone, viene fatto riferimento alla nostalgia della giovinezza. In esso compaiono anche i genitori, i fratelli e le sorelle dei due artisti.

## Tracce
Testi e musiche di Tyler Joseph.
Download digitale
1. Stressed Out – 3:22

CD
1. Stressed Out (Standard Version) – 3:22
2. Stressed Out (Dave Winnel Remix) – 3:12

## Formazione
Twenty One Pilots
- Tyler Joseph – voce, programmazione, tastiera
- Josh Dun – batteria

Altri musicisti
- Mike Elizondo – contrabbasso, programmazione, tastiera

Produzione
- Tyler Joseph – produzione esecutiva, coproduzione
- Chris Woltman – produzione esecutiva
- Ricky Reed – produzione esecutiva
- Neal Avron – missaggio
- Scott Skrzynski – assistenza al missaggio
- Chris Gehringer – mastering
- Mike Elizondo – produzione
- Adam Hawkins – ingegneria del suono
- Brent Harrowood – assistenza tecnica

## Classifiche

### Classifiche settimanali
| Classifica (2016-23)             | Posizione massima |
| -------------------------------- | ----------------- |
| Australia                        | 2                 |
| Austria                          | 2                 |
| Belgio (Fiandre)                 | 3                 |
| Belgio (Vallonia)                | 7                 |
| Canada                           | 3                 |
| Danimarca                        | 10                |
| Finlandia                        | 7                 |
| Francia                          | 2                 |
| Germania                         | 3                 |
| Irlanda                          | 5                 |
| Italia                           | 7                 |
| Lussemburgo                      | 2                 |
| Norvegia                         | 6                 |
| Nuova Zelanda                    | 5                 |
| Paesi Bassi                      | 8                 |
| Paraguay                         | 185               |
| Polonia                          | 1                 |
| Portogallo                       | 5                 |
| Regno Unito                      | 12                |
| Repubblica Ceca                  | 1                 |
| Spagna                           | 13                |
| Stati Uniti                      | 2                 |
| Stati Uniti (alternative)        | 1                 |
| Stati Uniti (rock & alternative) | 1                 |
| Svezia                           | 9                 |
| Svizzera                         | 2                 |
| Ungheria                         | 12                |

### Classifiche di fine anno
| Classifica (2015)         | Posizione |
| ------------------------- | --------- |
| Stati Uniti (alternative) | 35        |
| Stati Uniti (rock)        | 12        |
| Classifica (2016)         | Posizione |
| Australia                 | 9         |
| Austria                   | 5         |
| Brasile                   | 28        |
| Canada                    | 6         |
| Islanda                   | 28        |
| Italia                    | 21        |
| Nuova Zelanda             | 11        |
| Regno Unito               | 31        |
| Stati Uniti               | 5         |
| Stati Uniti (alternative) | 4         |
| Stati Uniti (rock)        | 1         |
| Svizzera                  | 4         |